# Angie Ponce
 Angie Paola Ponce Baque (* 14. Juli 1996) ist eine ecuadorianische Fußballnationalspielerin.  

## Leben und Karriere

### Vereinskarriere
Ponce spielt in Ecuador bei Talleres Emanuel.

### Nationalmannschaftskarriere
Ponce nahm 2014 an der Sudamericano Femenino in ihrem Heimatland teil. Sie wurde in fünf von sieben Spielen eingesetzt nach denen Ecuador den dritten Platz belegte. Damit musste Ecuador in den panamerikanischen Playoffspielen gegen  Trinidad und Tobago antreten, in denen sie ebenfalls zum Einsatz kam. Nach einem 0:0 in Quito sicherte Mónica Quinteros nach Vorlage von Ponce durch ein Tor in der Nachspielzeit in Port of Spain den Ecuadorianerinnen die erste WM-Teilnahme.
Beide gehören auch zum ecuadorianischen Kader für die WM 2015 in Kanada. Im zweiten Gruppenspiel gegen die Schweiz unterlief Ponce in der 24. Minute ein Eigentor zum 0:1 und damit dem ersten WM-Tor für die Schweizerinnen. Als in der 64. Minute ihre Mitspielerin Quinteros im Schweizer Strafraum gefoult wurde, führte Ponce den Strafstoß aus und schoss damit das erste WM-Tor für die Ecuadorianerinnen. Nur sieben Minuten später unterlief ihr ein zweites Eigentor. Sie ist damit die erste Spielerin, der in einem WM-Spiel zwei Eigentore unterliefen. Ecuador verlor das Spiel mit 1:10, der dritthöchsten WM-Niederlage.